# Boa Morte
Boa Morte est une localité de Sao Tomé-et-Principe située au nord-est de l'île de São Tomé, dans le district d'Água Grande. C'est une banlieue de la ville de Sao Tomé.

## Population
Lors du recensement de 2012, 3 432 habitants y ont été dénombrés.

## Culture
La plus connue des troupes (tragédias) de tchiloli, Formiguinha, fondée en 1955, y est hébergée.